# 因紐特人北極圈理事會
因紐特人北極圈理事會，前身爲因紐特人北極圈會議，是一個跨國非政府組織，代表18萬生活在美國阿拉斯加州、加拿大、格陵蘭（屬丹麥王國）以及俄羅斯楚科奇半島的因紐特人、尤皮克人和楚科奇人（合稱愛斯基摩人）。理事會是聯合國經濟及社會理事會的觀察員，同時於1983年被聯合國授予特別諮詢地位。
會議第一次在1977年6月於烏特恰維克舉行，最初是爲了代表來自加拿大、阿拉斯加州和格陵蘭的原住民。1980年，會議通過組織章程，並且同意將“愛斯基摩人”一詞改爲“因紐特人”，然而該改動並不爲以尤皮克人爲代表的族群所接受。理事會的目的是：團結北極圈的土著民族、在國際層次上維護因紐特人的權益、推動長期政策保護北極環境以及尋求在北極地區建立活躍的政治、經濟和社會合作關係。
因紐特理事會每四年舉行一次理事會大會。理事會是北極理事會六個擁有永久參與權的原住民組織之一。

## 背景
廣義的因紐特人包含以下民族：
- 加拿大：西加拿大因紐特人（分佈在西北地區）、努納維克人（分佈在魁北克省北部）、努納齊亞福特人（分佈在拉布拉多）；
- 格陵蘭島：格陵蘭因紐特人（分爲西部的Kalaallit、東部的Tunumiit以及北部的Inughuit 三個族群體）；
- 楚科奇半島：楚科奇人和西伯利亞尤皮克族；
- 阿拉斯加州：尤皮克人和因紐皮雅特人

所有以上族群有時會被合成爲“愛斯基摩人”，但在加拿大北部及格陵蘭的因紐特人中，該稱呼並不太受歡迎。理事會最後決定使用“因紐特人”一詞作爲官方稱呼，但亦無法取說所有人：“因紐特人”一詞在美國通常意指阿拉斯加原住民、美國原住民或美洲原住民，但阿拉斯加和俄羅斯的尤皮克人並不喜歡和該詞，因爲這並非來自其民族語言，亦不是他們的自稱，因此對其而言，他們更喜歡“尤皮克人”一稱，但同時亦能夠容忍被稱作“愛斯基摩人”。

## 結構
理事會分爲四個互相獨立的分會辦事處，根據四個民族所在國的法律所建立。行政理事會有八位成員，分別爲四個分會辦事處的主席，另外每一個分會各選出一名代表。
理事會每四年召開一次大會，屆時所有北極圈內的因紐特人將共聚討論族群的國際地位、下一個四年的工作方向以及將工作分配及四個分會辦事處。